# سوق السندات
سوق السندات تعرف أيضًا باسم سوق الدين أو سوق الائتمان هو سوق مالي حيث يمكن للمشاركين إصدار ديون جديدة، تُعرف بالسوق الأولية، أو شراء وبيع سندات الدين، والمعروفة باسم السوق الثانوية.

## نبذة
عادة ما يكون هذا في شكل سندات، ولكنه قد يشمل سندات، وفواتير وما إلى ذلك من النفقات العامة والخاصة. سيطرت الولايات المتحدة إلى حد كبير على سوق السندات، والتي تمثل حوالي 39% من السوق.
اعتبارًا من عام 2021 يقدر حجم سوق السندات (إجمالي الديون المستحقة) بنحو 119 تريليون دولار في جميع أنحاء العالم و 46 تريليون دولار للسوق الأمريكية، وفقًا لجمعية صناعة الأوراق المالية والأسواق المالية (SIFMA).
تشكل السندات والقروض المصرفية ما يعرف بسوق الائتمان. يبلغ إجمالي حجم سوق الائتمان العالمي حوالي ثلاثة أضعاف حجم سوق الأسهم العالمية. لا تعتبر القروض المصرفية أوراقًا مالية بموجب قانون الأوراق المالية والبورصات، ولكن السندات عادةً ما تخضع للتنظيم بدرجة أكبر.

## المخاطر
لا يتم تأمين السندات عادةً بضمانات (على الرغم من إمكانية ذلك)، ويتم بيعها بفئات صغيرة نسبيًا تتراوح من 1000 دولار إلى 10000 دولار. على عكس القروض المصرفية، قد يحتفظ مستثمرو التجزئة بالسندات. يتم تداول السندات بشكل متكرر أكثر من القروض، وإن لم يكن في كثير من الأحيان مثل الأسهم.
يتم تقريبًا كل متوسط التداول اليومي في سوق السندات الأمريكية بين الوسطاء والمتعاملين والمؤسسات الكبيرة في سوق لامركزية تداول خارج البورصة (OTC). ومع ذلك فإن عددًا صغيرًا من السندات، وخاصة سندات الشركات، مدرج في البورصات. يتم الإبلاغ عن أسعار وأحجام تداول السندات في محرك التقارير والامتثال التجاري التابع لهيئة تنظيم الصناعة المالية الأمريكية.

## الأهمية
يعد سوق السندات الحكومية جزءًا مهمًا من سوق السندات، نظرًا لحجمه وسيولته. غالبًا ما تستخدم السندات الحكومية لمقارنة السندات الأخرى لقياس مخاطر الائتمان. بسبب العلاقة العكسية بين تقييم السندات وأسعار الفائدة (أو العائدات)، غالبًا ما يستخدم سوق السندات للإشارة إلى التغيرات في أسعار الفائدة أو شكل منحنى العائد، وهو مقياس «تكلفة التمويل».
يُعتقد أن العائد على السندات الحكومية في البلدان منخفضة المخاطر مثل الولايات المتحدة أو ألمانيا والسعودية يشير إلى معدل التخلف عن السداد الخالي من المخاطر. عادةً ما يكون للسندات الأخرى المقومة بالعملات نفسها (الدولار الأمريكي أو اليورو) عوائد أعلى، ويرجع ذلك في جزء كبير منه إلى أن المقترضين الآخرين هم أكثر عرضة من الحكومة المركزية الأمريكية أو الألمانية أو السعودية للتخلف عن السداد، ومن المتوقع حدوث خسائر للمستثمرين في حالة التخلف عن السداد لتكون أعلى. الطريقة الأساسية للتخلف عن السداد هي عدم الدفع بالكامل أو عدم الدفع في الوقت المحدد.